# Przewóz (powiat żarski)

Historyczny herb Przewozu

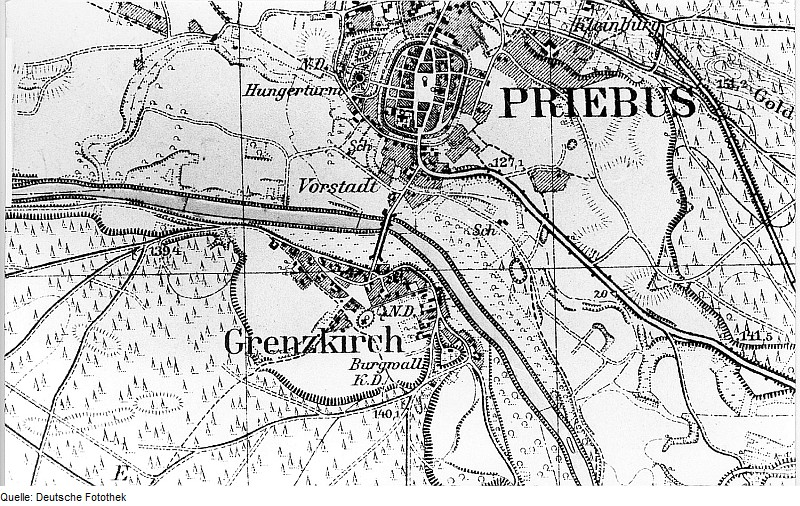
Mapa z 1940 r.

Przewóz (łuż Přibuz, do 1945 niem. Priebus) – wieś w Polsce położona w województwie lubuskim, w powiecie żarskim, w gminie Przewóz, nad Nysą Łużycką. Siedziba gminy Przewóz. Dawniej miasto. W latach 1975–1998 miejscowość należała administracyjnie do województwa zielonogórskiego.
Do 21 grudnia 2007 znajdowało się tu drogowe przejście graniczne Przewóz–Podrosche, które zostało zlikwidowane na mocy układu z Schengen.

## Toponimia
W roku 1613 śląski regionalista i historyk Mikołaj Henel z Prudnika wymienił miejscowość w swoim dziele o geografii Śląska pt. Silesiographia podając jej łacińską nazwę: Pribusium. Polską nazwę Przewóz oraz niemiecką Priebus w książce „Krótki rys jeografii Szląska dla nauki początkowej” wydanej w Głogówku w 1847 wymienił śląski pisarz Józef Lompa. W alfabetycznym spisie miejscowości z terenu Śląska wydanym w 1830 roku we Wrocławiu przez Johanna Knie miejscowość występuje pod obecnie używaną polską nazwą Przewoz (we fragmencie: Przewoz, polnische Benennung der Stadt Priebus), łużycką Pschibus oraz niemiecką Priebus.

## Historia
Miejscowość o bardzo starej metryce, historycznie leżała w granicach Górnych Łużyc. Przypuszczalnie  już w 1018 r. Bolesław Chrobry przyłączył ją do Polski. Na przełomie XII i XIII wieku istniała tu słowiańska osada położona na skrzyżowaniu szlaków handlowych, tzw. Niskiej Drogi i traktu ze Zgorzelca do Frankfurtu przez Gubin. W XIII wieku rodzina von Packów otrzymała Przewóz jako lenno od piastowskiego księcia Henryka Brodatego. Prawa miejskie nadał Przewozowi w 1280 książę żagański Przemko, miasto otoczono wałami ziemnymi, które w późniejszych latach zastąpiono murami, wytyczono rynek i drogę przelotową z Bramą Nyską i Bramą Żarską. Tak założone miasto nie posiadało ustalonej przynależności, na przemian wchodziło w skład Łużyc i Śląska. Przewóz na pewno należał ok. 1284 r. do Śląska: tutejszy kościół ufundował bowiem - jak podano w bulli papieskiej z 1311 r. (oppidum Prebus in Slesia) - książę Przemek. Niewątpliwe jest też, że przynależność Przewozu do Śląska to stan rzeczy odziedziczony już po czasach księcia Konrada I głogowskiego. Po 1311 roku Przewóz wchodził przejściowo w skład Łużyc, by na lata 1319–1346 wrócić do Dolnego Śląska, wchodząc w skład księstwa jaworskiego pod władzą Henryka I jaworskiego, i ostatecznie w 1413 razem z okolicą wszedł w granice Księstwa żagańskiego księcia Jana I żagańskiego i tym samym na trwale Dolnego Śląska. W 1400 mieszczanie uzyskali przywilej wyłączności na sprzedaż soli w „kraju przewoskim”, który na wschodzie sięgał aż po Czerną Wielką. W średniowieczu rozwinięte było sukiennictwo i browarnictwo z prawem mili zapowiedniej, handlowano również żelazem. Słynęło również z wytwarzanych noży, kos i sierpów. W 1449 r. utworzono księstwo przewozkie, które otrzymał Jan II Szalony. Jego wojny z braćmi o majątek po ojcu trwały do 1472 r., kiedy to Jan II pokonał w Żaganiu swojego brata, Baltazara i uwięził go w wieży na zamku w Przewozie, gdzie ten zmarł. Jan II Szalony po kilku miesiącach, jeszcze w 1472 r., księstwo żagańskie wraz z Przewozem sprzedał książętom saskim Ernestowi Wettynowi i Albrechtowi Wettynowi za 50 tys. florenów węgierskich. Od 1519 do początku XVII wieku uprawiano tu winorośl, w 1612 zabudowę strawił ogromny pożar. Odbudowę utrudniała trwająca w latach 1618–1648 wojna trzydziestoletnia, w 1631 pożar zniszczył 64 domy i nowy zamek, wkrótce po tym wybuchła epidemii dżumy, do 1633 zmarło 1400 osób. W II połowie XVII wirku wytyczono nowy, dogodniejszy szlak łączący Zgorzelec z Frankfurtem. W 1719 roku odbudowujące się miasto zniszczył kolejny wielki pożar, ożywienie miało miejsce dopiero w XIX wieku, gdy wprowadzono samorząd miejski.

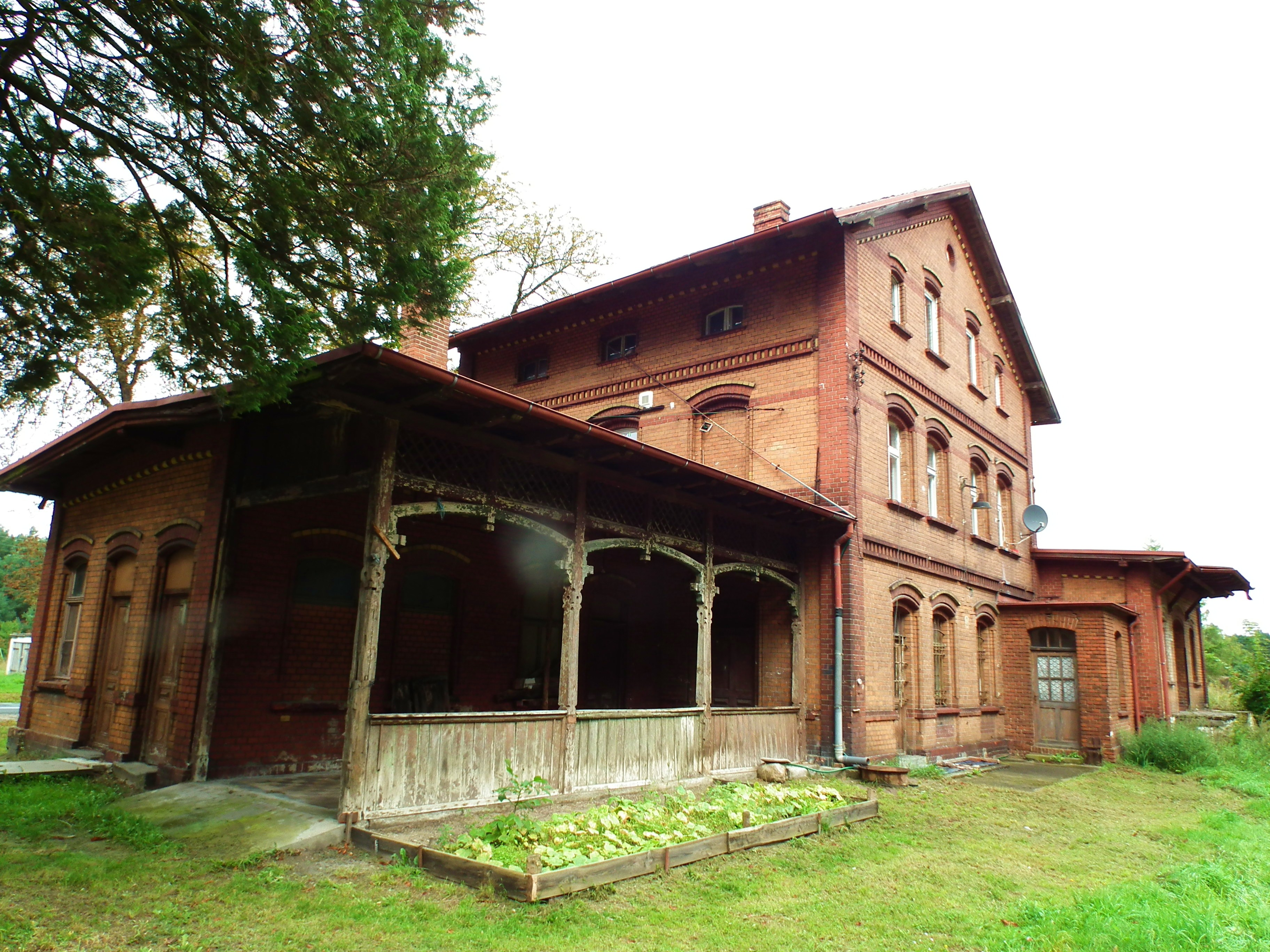
Budynek stacji kolejowej

Pod koniec XIX wieku miasto uzyskało połączenia kolejowe z Jankową Żagańską (1895) i Horką (1908). Na początku XX wieku rozwinął się w Przewozie przemysł papierniczy i meblarski. Podczas walk w 1945 miasto utraciło ponad 60% substancji miejskiej i po przejęciu administracji przez Polskę został zdegradowany do roli wsi. W latach 1945–1991 stacjonowała tu strażnica Wojsk Ochrony Pogranicza. W 1995 otworzono przejście graniczne z Niemcami, z miejscowością Podrosche. 

## Zabytki

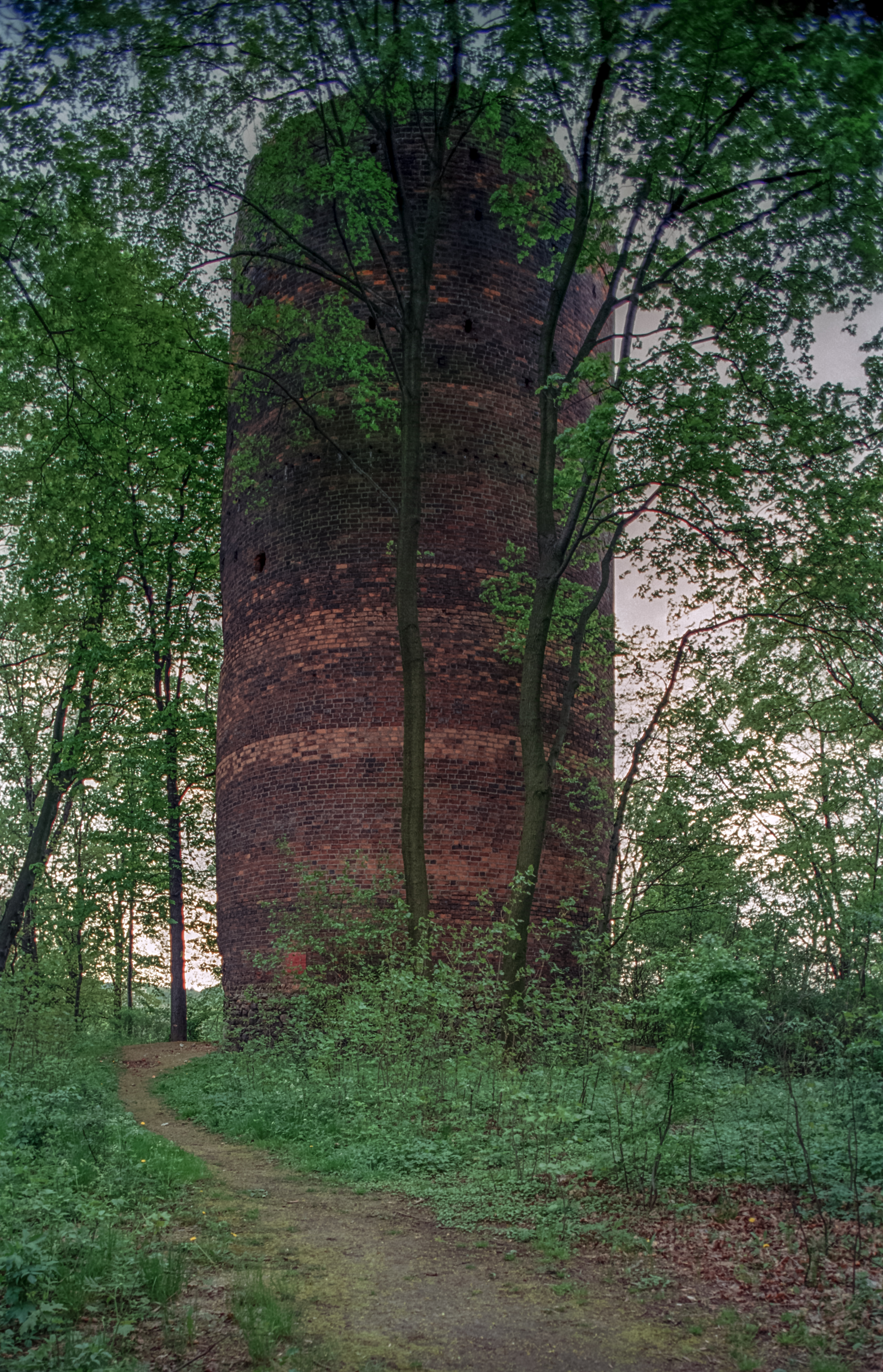
Wieża głodowa

Do wojewódzkiego rejestru zabytków wpisane są:
- kościół parafialny pod wezwaniem Niepokalanego Poczęcia NMP, gotycki z XV w.
- Baszta zamkowa w Przewozie – wieża zamkowa z XIV w., pozostałość gotyckiego zamku z XIII wieku zwana też „Wieżą głodową”. 15 lipca 1472 zmarł w niej książę żagański Baltazar I, którego według podań uwięził tu brat Jan II Szalony. Wieża ma wysokość 20 metrów, grubość muru wynosi 4 metry[9].

inne zabytki:
- cmentarz żydowski